# Nederlandse kampioenschappen schaatsen sprint 1983
De Nederlandse kampioenschappen sprint 1983 voor mannen en vrouwen vormden een schaatsevenement dat onder auspiciën van de KNSB over de sprintvierkamp (2x 500, 2x 1000 meter) werd verreden. Het vond plaats in het weekend van 5 en 6 februari op de onoverdekte ijsbaan Vechtsebanen in Utrecht. Voor de mannen was het de veertiende editie, en voor het eerst separaat met de allroundkampioenschappen die dit seizoen vier weken eerder plaatsvonden. De vrouwen streden voor het eerst om de sprinttitel.
Mannen
Er namen 24 deelnemers deel. Veertien hadden deelgenomen aan het allroundkampioenschap van dit seizoen, inclusief vier rijders die eerder aan een NK sprint deelnamen. Daarnaast namen negen rijders deel die aan een of meerdere NK sprints hadden deelgenomen, waaronder drie voormalige kampioenen. Matthijs Kuiper was de enige deelnemer die nog niet eerder aan een NK (allround of sprint) deelnam.
De titel ging naar sprinter Sies Uilkema die eerder in 1977 en in 1981 tweede werd. Als tweede en derde eindigden respectievelijk de allrounders Hein Vergeer en Hilbert van der Duim. Titelhouder Jan Ykema eindigde als zesde achter de allrounders Yep Kramer en Harm van de Pal. De nummer-3 van 1982 en kampioen in 1981 Lieuwe de Boer eindigde als derde sprinter op plaats zeven. De kampioen van 1980, Jan van de Roemer, werd achttiende. De twaalf te verdelen afstandmedailles werden door acht verschillende rijders behaald.
Vrouwen
Ook bij de vrouwen bestond het deelnemersveld uit 24 namen. Ook hier hadden er veertien deelgenomen aan het allroundkampioenschap van dit seizoen. Daarnaast was Trijnie Nieuwenhuis de enige deelneemster die eerder aan een NK allround had deelgenomen. Negen rijdsters namen voor het eerst aan een NK (allround of sprint) deel.
Bij de vrouwen werd het eerste eindpodium gevormd door respectievelijk Alie Boorsma op 1, Yvonne van Gennip op 2 en Thea Limbach op 3. De twaalf te verdelen afstandmedailles werden door zes verschillende rijdsters behaald.
WK sprint
De Nederlandse vertegenwoordiging bij de Wereldkampioenschappen schaatsen sprint 1983 (26 en 27 februari) op de onoverdekte ijsbaan Oulunkylä in Helsinki (Finland) bestond zowel bij de mannen als de vrouwen uit het trio van het eindpodium van de NK sprint.

## Afstandmedailles
Mannen
| Afstand  | 1e               | 2e                   | 3e                   |
| -------- | ---------------- | -------------------- | -------------------- |
| 1e 500m  | Harm van der Pal | Sies Uilkema         | Hein Vergeer         |
| 1e 1000m | Yep Kramer       | Frits Schalij        | Jan Ykema            |
| 2e 500m  | Lieuwe de Boer   | Sies Uilkema         | Hilbert van der Duim |
| 2e 1000m | Yep Kramer       | Hilbert van der Duim | Hein Vergeer         |

Vrouwen
| Afstand  | 1e               | 2e                | 3e                |
| -------- | ---------------- | ----------------- | ----------------- |
| 1e 500m  | Ina Steenbruggen | Alie Boorsma      | Yvonne van Gennip |
| 1e 1000m | Marieke Stam     | Yvonne van Gennip | Alie Boorsma      |
| 2e 500m  | Alie Boorsma     | Ina Steenbruggen  | Yvonne van Gennip |
| 2e 1000m | Thea Limbach     | Alie Boorsma      | Ingrid Haringa    |

## Eindklassementen

### Mannen
| Rang   | Schaatser            | Punten     | 500m         | 1000m          | 500m         | 1000m          |
| ------ | -------------------- | ---------- | ------------ | -------------- | ------------ | -------------- |
| Goud   | Sies Uilkema         | 159.730 BR | 40,20 (2)    | 1.21,83 (7)    | 39,11 (2)    | 1.19,01 (6)    |
| Zilver | Hein Vergeer         | 159.780    | 40,31 (3)    | 1.21,72 (5)    | 39,30 (4)    | 1.18,62 (3)    |
| Brons  | Hilbert van der Duim | 159.925    | 40,57 (4)    | 1.21,67 (4)    | 39,23 (3)    | 1.18,58 (2)    |
| 4      | Yep Kramer           | 160.195    | 40,77 (5)    | 1.20,90 (1) BR | 39,78 (9)    | 1.18,39 (1) BR |
| 5      | Harm van der Pal     | 160.815    | 40,08 (1) BR | 1.22,42 (9)    | 39,59 (8)    | 1.19,87 (10)   |
| 6      | Jan Ykema            | 160.825    | 40,85 (6)    | 1.21,64 (3)    | 39,39 (5)    | 1.19,53 (8)    |
| 7      | Lieuwe de Boer       | 161.075    | 40,95 (7)    | 1.22,96 (11)   | 38,79 (1) BR | 1.19,71 (9)    |
| 8      | Frits Schalij        | 161.125    | 41,20 (10)   | 1.21,04 (2)    | 39,91 (12)   | 1.18,99 (5)    |
| 9      | Ron Ket              | 161.255    | 41,35 (11)   | 1.22,15 (8)    | 39,49 (7)    | 1.18,68 (4)    |
| 10     | Geert Kuiper         | 163.060    | 41,37 (12)   | 1.23,80 (15)   | 39,46 (6)    | 1.20,66 (13)   |
| 11     | André Kraaijeveld    | 163.290    | 40,99 (8)    | 1.24,21 (18)   | 39,84 (10)   | 1.20,71 (14)   |
| 12     | Egbert Post          | 163.465    | 42,17 (18)   | 1.21,82 (6)    | 40,74 (16)   | 1.19,29 (7) pr |
| 13     | Hans Janssen         | 163.965    | 41,76 (15)   | 1.22,95 (10)   | 40,53 (15)   | 1.20,40 (12)   |
| 14     | Rolf Sibrandy        | 164.330    | 41,97 (16)   | 1.23,06 (12)   | 40,74 (16)   | 1.20,18 (11)   |
| 15     | Menno Boelsma        | 164.960    | 42,25 (19)   | 1.23,32 (13)   | 40,32 (13)   | 1.21,46 (16)   |
| 16     | Ronald Westra        | 165.460 pr | 41,15 (9)    | 1.26,22 (23)   | 39,84 (10)   | 1.22,72 (21)   |
| 17     | Ben van der Feltz    | 165.840    | 41,68 (14)   | 1.24,20 (17)   | 41,03 (19)   | 1.22,06 (18)   |
| 18     | Jan van de Roemer    | 165.985    | 42,60 (21)   | 1.24,04 (16)   | 40,32 (13)   | 1.22,09 (19)   |
| 19     | Hans Kaats           | 166.785    | 42,39 (20)   | 1.24,28 (19)   | 41,24 (22)   | 1.22,03 (17)   |
| 20     | Matthijs Kuiper      | 167.100 pr | 42,02 (17)   | 1.25,07 (21)   | 40,91 (18)   | 1.23,27 (22)   |
| 21     | Han Wijlens          | 167.930 pr | 42,91 (22)   | 1.25,05 (20)   | 41,41 (23)   | 1.22,17 (20)   |
| 22     | Jan Nieuwenhuizen    | 179.205    | 54,90 (24) * | 1.25,14 (22)   | 41,05 (20)   | 1.21,37 (15)   |
|        | Robert Vunderink     | 126.050    | 43,20 (23)   | 1.23,40 (14)   | 41,15 (21)   | DNS            |
|        | Leo van Geest        | 107.135    | 41,48 (13)   | 2.11,31 (24) * | DNS          |                |

BR = baanrecord
pr = persoonlijk record
DNS = niet gestart
* = met val

### Vrouwen
| Rang   | Schaatsster                     | Punten         | 500m         | 1000m          | 500m             | 1000m              |
| ------ | ------------------------------- | -------------- | ------------ | -------------- | ---------------- | ------------------ |
| Goud   | Alie Boorsma                    | 176.505 BR, CR | 44,88 (2)    | 1.30,08 (3)    | 42,78 (1) BR, CR | 1.27,61 (2)        |
| Zilver | Yvonne van Gennip               | 177.535        | 45,06 (3)    | 1.29,62 (2)    | 43,49 (3)        | 1.28,35 (4)        |
| Brons  | Thea Limbach                    | 177.645        | 45,26 (6)    | 1.30,42 (4)    | 44,15 (7)        | 1.26,05 (1) BR, CR |
| 4      | Ina Steenbruggen                | 178.085        | 44,61 (1) BR | 1.31,85 (10)   | 43,16 (2)        | 1.28,74 (8)        |
| 5      | Ingrid Haringa                  | 178.885        | 45,34 (7)    | 1.31,55 (8)    | 43,81 (4)        | 1.27,92 (3)        |
| 6      | Marieke Stam                    | 179.115        | 45,79 (11)   | 1.29,44 (1) BR | 44,33 (10)       | 1.28,55 (6)        |
| 7      | Marja Adema                     | 179.310        | 45,21 (4)    | 1.30,95 (6)    | 44,24 (9)        | 1.28,77 (9)        |
| 8      | Boukje Keulen                   | 179.435        | 45,25 (5)    | 1.31,96 (11)   | 43,89 (5)        | 1.28,63 (7)        |
| 9      | Monique Kauffman                | 179.725 pr     | 45,53 (8)    | 1.31,64 (9)    | 44,13 (6)        | 1.28,49 (5)        |
| 10     | Trijnie Nieuwenhuis             | 182.170        | 45,81 (12)   | 1.33,24 (15)   | 44,40 (11)       | 1.30,68 (12)       |
| 11     | Petra Moolhuizen                | 182.530        | 45,73 (10)   | 1.31,25 (7)    | 45,34 (16)       | 1.31,67 (16)       |
| 12     | Marja Struick                   | 182.720        | 46,32 (17)   | 1.32,63 (12)   | 44,81 (13)       | 1.30,65 (11)       |
| 13     | Coby Borst                      | 182.995        | 45,92 (14)   | 1.32,98 (14)   | 45,37 (17)       | 1.30,43 (10)       |
| 14     | Els Meijer                      | 183.275        | 45,90 (13)   | 1.34,41 (18)   | 44,72 (12)       | 1.30,90 (13)       |
| 15     | Christine Aaftink               | 184.260 NRj/b  | 45,72 (9)    | 1.35,20 (20)   | 45,16 (14)       | 1.31,56 (15)       |
| 16     | Yvonne van der Lienden-Ottenhof | 184.620        | 46,90 (19)   | 1.32,87 (13)   | 45,44 (20)       | 1.31,69 (17)       |
| 17     | Alida Pasveer                   | 185.265        | 46,26 (16)   | 1.33,91 (17)   | 45,60 (21)       | 1.32,90 (19)       |
| 18     | José Wijlens                    | 186.115        | 47,05 (20)   | 1.35,26 (21)   | 45,37 (17) BR    | 1.32,13 (18)       |
| 19     | Jolanda Grimbergen              | 186.240 NRj/c  | 47,31 (21)   | 1.35,62 (22)   | 45,42 (19) NRj/c | 1.31,40 (14) NRj/c |
| 20     | Grietje Mulder                  | 187.360        | 47,43 (22)   | 1.33,63 (16)   | 46,18 (23)       | 1.33,87 (21)       |
| 21     | Astrid van Dalen                | 187.990 pr     | 48,37 (24)   | 1.34,56 (19)   | 45,33 (15)       | 1.34,02 (22)       |
| 22     | Lisette Kansen                  | 189.150        | 47,62 (23)   | 1.36,96 (23)   | 46,54 (24)       | 1.33,02 (20)       |
| 23     | Ria Visser                      | 190.285        | 45,95 (15)   | 1.30,49 (5)    | 44,20 (8)        | 1.49,78 (23)       |
|        | Greetje Tijmes                  | 141.805        | 46,57 (18)   | 1.38,27 (24)   | 46,10 (22)       | DQ                 |

BR = baanrecord
CR = kampioenschapsrecord
NRj/b = nationaal record b-junioren
NRj/c = nationaal record c-junioren
pr = persoonlijk record
DQ = gediskwalificeerd